# Mikel Aranburu Eizagirre
Mikel Aranburu Eizagirre (Azpeitia, Guipúscoa, 18 de febrer de 1979), és un exfutbolista basc. Va jugar tota la seua carrera a la Reial Societat com a centrecampista, va ser durant diversos anys el capità de l'equip. El maig del 2012 va anunciar la seua retirada.

## Trajectòria
Format en el CD Lagun Onak del seu poble natal, va ingressar en la Reial Societat en edat infantil. Després de passar per tots els equips inferiors txuri-urdin (infantil, cadet i juvenil) la temporada 1996/97 va passar a la Reial Societat B, encara que eixa mateixa temporada Javier Irureta ja el va fer debutar amb el primer equip en Primera Divisió. Va ser el 22 de juny de 1997, en un encontre corresponent a l'última jornada de lliga davant el CD Logroñés.
En el tram final de la temporada 1998/99 ja es va convertir en un assidu en les alineacions donostiarres, de manera que en la següent campanya va passar a tenir fitxa amb el primer equip, convertint-se en un titular pràcticament fix.
En les files txuri-urdin ha viscut els grans moments de la història recent del club, com el subcampionat de lliga de la temporada 2002/03 i el posterior debut en la Lliga de Campions, i també els moments més amargs, com el descens a la Segona Divisió el 2007.

## Internacional
Ha disputat diversos partits internacionals de caràcter amistós amb la selecció de futbol del País Basc.